# Spy (magazine)
Pour les articles homonymes, voir Spy.
Spy était un magazine satirique mensuel américain fondé en 1986 par Kurt Andersen et E. Graydon Carter, qui en furent les premiers éditeurs, et Thomas L. Phillips, Jr., qui en fit la première publication. Après un échec et une renaissance, le magazine cessa d'être publié en 1998. 